# SN 2011bq
SN 2011bq – supernowa typu II-P odkryta 15 kwietnia 2011 roku w galaktyce IC1288. W momencie odkrycia miała maksymalną jasność 17,90m.